# زدنکا ورمیروواسکا
زدنکا ورمیروواسکا (به انگلیسی: Zdeňka Veřmiřovská) ژیمناست زادهٔ ۲۷ ژوئن ۱۹۱۳ میلادی اهل کشور چکسلواکی است.